# ГЕС Kěkětuōhǎi
ГЕС Kěkětuōhǎi (可可托海水电站) — гідроелектростанція на північному заході Китаю в провінції Сіньцзян. Знаходячись перед ГЕС Hādébùtè, становить верхній ступінь каскаду на річці Іртиш (розташована на ділянці її верхньої течії, відомої у нас як Чорний Іртиш).
Для створення гідроенергетичної схеми річку перекрили бетонною греблею, яка утримує водосховище з максимальним рівнем поверхні на позначці 1170 метрів НРМ.
Введена в експлуатацію у 1967—1975 роках перша черга станції мала чотири турбіни одиничною потужністю 4,5 МВт та 5 МВт (загальна потужність 19 МВт) та забезпечувала виробництво 90 млн кВт·год електроенергії на рік. Вона отримувала ресурс зі сховища через прокладений у лівобережному гірському масиві дериваційний тунель довжиною 2,3 км, при цьому з метою підвищення стійкості об'єкту на випадок бойових дій машинний зал також спорудили у підземному виконанні на глибині 136 метрів. Станом на початок 2000-х фактична потужність цієї черги становила лише 14 МВт.
У 2010-х роках спорудили другу чергу — на цей раз із наземним машинним залом, розташованим неподалік від місця виходу відпрацьованої води першої черги. Тут установили три турбіни типу Френсіс загальною потужністю 54 МВт, які використовують напір у 80 метрів та повинні забезпечувати виробництво 126 млн кВт·год електроенергії на рік.